# アンドレ＝エルキュール・ド・フルーリー
アンドレ＝エルキュール・ド・フルーリー （André Hercule de Fleury, 1653年6月22日/26日 - 1743年1月29日）は、フランスの聖職者、政治家。フランス王ルイ15世の若年期に宰相を務めた。アカデミー・フランセーズの一員。

## 出自
フルーリーはラングドックのロデーヴに生まれた。父は豊かな収税代行人であった。早くからパリに送られてイエズス会の教育を受け、聖職者としての道を歩んだ。フルーリーは宮廷司祭として王妃マリー・テレーズ・ドートリッシュの元に送り込まれ、彼女の死後はルイ14世に同様に仕えた。このことが彼を政治の道へ進ませることになった。1698年に彼はフレジュスの司教に任命され、長くその地位にいたが、結局ヴェルサイユに戻ってきた。
ルイ14世は幼いルイ15世の教育者に彼を任命し、よくその務めを果たしたので、フルーリーはルイ15世から全幅の信頼を受けた。その結果として、国王への影響力の大きさからフルーリーは次第に宮廷で高い地位を占めるようになり、閣議にも出席した。
オルレアン公による摂政時代のあと、宮廷を率いるのはブルボン公ルイ・アンリであり、フルーリーはブルボン公と国王への影響力を二分した。フルーリーは権力を積極的に求める性格ではなかったため、ブルボン公が実質的に宰相であったが、ブルボン公はフルーリーの存在を疎ましく思い、自身が縁談をまとめた経緯から強い影響力をもっていた王妃マリー・レクザンスカに働きかけて、フルーリーを排除しようとした。しかし、国王はフルーリーに対しての深い信頼に比べて、ブルボン公にはさほど信頼をおいていなかったため、これを拒絶した。1726年、最終的に国王はブルボン公と、政治的にも大きな影響力をふるったその愛人プリ侯爵夫人を宮廷から追放した（ブルボン公は政治力を奪われたが、のちに宮廷に参内することについては許された）。
これにより、宮廷はフルーリーによって率いられることとなった。フルーリーは正式な宰相への任命は頑なにこれを遠慮したが、実質的には宰相であった。彼がルイ15世の推挙で枢機卿となったことは国王にとって宰相の地位の代わりであった。
フルーリーが宰相となることは、宮廷であまり反対を受けなかった。彼は宮廷で常に控え目な態度でいたので敵を作らず、また当時彼はすでに70歳を超えた高齢の身であり、まだ10代であった国王が本格的に執務を行えるようになるまでの短い中継ぎ人事であると考えられたからであった。しかしそれらの予想に反して、フルーリーは以後20年近く権力を保った。

## 活動
フルーリーが宰相として対処しなければならなかったのは、主に以下のような課題である。
- ルイ14世時代の戦争の連続によって生じ、摂政時代にジョン・ローの登場でさらに混乱した国内経済と国家財政の問題。
- 大きな国内問題となっていたジャンセニスムへの対応と反抗的な高等法院の存在。
- イギリスおよびオーストリアに対する外交、国防政策。

フルーリーは財務総監に、はじめミシェル・ロベール・ル・ペルティエ・デ・フォール、次にフィリベール・オリを登用し、歳出の削減と歳入の増大に努めた。宮廷経費の削減や年金のカット、軍事費の抑制を行う傍ら、増税を含む様々な手段で収入を増やして財政収支を均衡させることに成功した。1737年に、フルーリーの考えでルイ15世の王女たちが修道院で教育されるために次々と送り出されたが、これも宮廷費の増大を恐れてのことだと言われている。
王女つき女官、警護隊長といった様々な名ばかりの職を貴族たちが得ようとするためである。王妃はこれに抵抗したが、一人しか手元に置けなかった。
フルーリーは私生活でも質素な生活を送ったので、縮小路線に不満を持つ宮廷の貴族たちは、そのことで彼を馬鹿にしたが、財政収支の均衡は18世紀のフランスではフルーリー時代にしか成立しなかったことで、以後フランスでは革命まで慢性的に赤字財政が続いた。
また経済に関しても、オリらによって、貨幣の価値と信用を取り戻すことに成功し、同時に国内道路と港湾の整備を行い、物品輸送にかかる税率を引き下げて流通を刺激することで商業の発展を促進した。
ジャンセニスムに対して、フルーリーは教書ウニゲニトゥスの承認を高級聖職者に迫り、従わない者は罷免されたり、修道院に強制的に籠らされた。一方、その返す刀で強硬なウルトラモンタニストの口をふさいで論争の火を鎮めようとした。またこのことに反対し、その実施を妨げる高等法院のメンバーをたびたび追放に処して法を力ずくで登記させた。しかしこの問題についてはある程度妥協した決着で収めざるを得ず、完全な解決とはならなかった。宗教論争と高等法院はこの後も引き続きフランスの重大な国内問題となって政治の足を引っ張り、国にとって真に必要な改革を行わしめる体力と時間を政府から奪って、革命を招来する効果をもたらした。
フルーリーの外交政策は平和を第一とし、この点でロバート・ウォルポールと一致して、イギリスとの間に比較的短くない平和の期間がもたらされた。これによってフランスは、痛んでいた国力を回復させる時間を得た。この間、コルシカの反乱に苦慮するジェノヴァ共和国に支援を与え、コルシカへの関与を強めて将来のコルシカ獲得の布石となし、一方でオーストリアの求める国事勅書の承認を拒否してマリア・テレジアとフランツ・シュテファンの結婚に反対し、これを牽制した。
ポーランド継承戦争ではフルーリーは、はるか遠くのポーランドに大軍を送り込むことを拒否し、王妃の父スタニスワフ・レシチニスキに対しては援助金と少数の援軍でお茶を濁した。一方でオーストリアとの戦闘ではライン川方面でもイタリア方面でも優勢であり、ロレーヌ公国を将来フランスに併合する前提付きで、スタニスワフ・レシチニスキに譲渡させることに成功した。
しかしこのとき、フルーリーの下で最も有能と評された外務大臣ジェルマン・ルイ・ショーブランを、対オーストリア政策の違いから解任した。ショーブランは対オーストリア強硬派であって、戦争を早期に終結させることを優先するフルーリーにはショーブランの政策は受け入れられなかったからである。ショーブランは宮廷でフルーリー後継の有力な候補と目されていたので、フルーリーが先手を打って政敵になる可能性のある彼を追い払ったと噂された。
フルーリーも最晩年になると執務力、指導力の衰えが顕著となった。オーストリア継承戦争が勃発すると、フルーリーは開戦派の勢いに抗しきれず、また戦争を強力に指導することもできなかった。バイエルン選帝侯（皇帝カール7世）の支援を名目にフランス軍はボヘミアまで攻め込んで情勢は非常に有利なように見えたが、プロイセン軍の早々の戦線離脱によってフランス軍は駆逐され、プラハ守備隊は孤立してオーストリア軍に包囲される事態となった。取り乱したフルーリーは、オーストリアの軍事大臣ロタール・ヨーゼフ・ドミニク・フォン・ケーニヒスエック＝ローテンフェルス (外交官としてフランス駐在歴があった) に手紙を書き、常に平和を望んできた自分にはこの戦争が起こったことについて責任はないと主張し、フランス軍の後退に際して手心を加えてくれないかと哀願した。オーストリアはすみやかにこの手紙を公表し、フルーリーの権威は地に落ちた。
ルイ15世のもとには、フルーリーについての苦情が大臣たちからもたらされていたが、国王は尊敬するフルーリーを更迭する気にならず、結局フルーリーはその死まで宰相の地位にあった。その少し前には、やはり戦争に消極的だったウォルポールが選挙で大敗して退陣し、イギリスの参戦が決まったため、摂政時代からの英仏20年の平和は終了した。

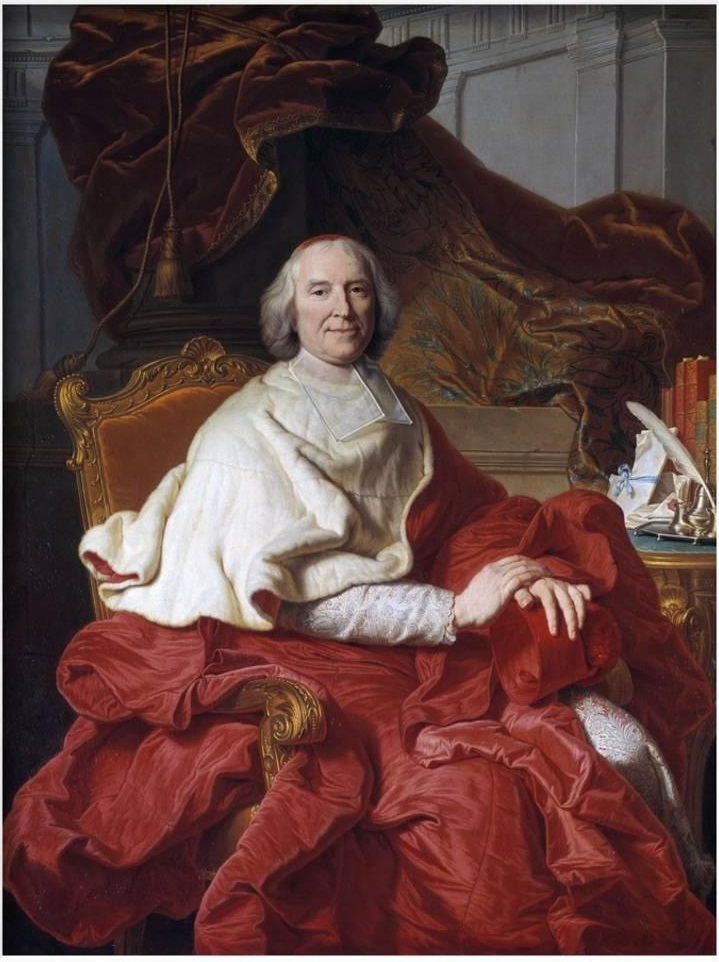

## 評価
フルーリーの時代は歴史家には休息の時代、修復の時代と呼ばれ、フランスはこの期間に小康を得、体力を回復した。彼をリシュリューやマザランと並べる者はいないが、政治家としての評価は低くない。
同時代人からは、フルーリーはしばしば不当なまでに悪く言われた。国民は王が一向に政治の実権を振るおうとしないのに不満で、フルーリーが国王を意気地無しに育てて操っていると非難された。ルネ・ルイ・ダルジャソンのフルーリー批判は有名である。フルーリーの死去ののち、王が指導力を発揮することが期待されたが、王はこれを行わず、もしくは行えず、フランス政府は指導者不在の状況に陥った。この間隙をついて王の愛妾が政治に口を出すようになり、数年後には、宮廷の中心はポンパドゥール夫人が握った。